# كين بورنس
كين بورنس (بالإنجليزية: Ken Burns)‏ هو حكم كرة قدم بريطاني، ولد في 1931، وتوفي في 2016.